# Rokuhara Tandai
Rokuhara Tandai (jap. 六波羅探題) war der Name des Kommandierenden des Kamakura-Shōgunates in Heian-kyō (heute Kyōto) und dessen Organisation, deren Angehörige die Sicherheit in Kinai (den Ländereien um die Hauptstadt) sicherstellten und für die juristischen Angelegenheiten in Westjapan zuständig waren sowie mit dem Kaiserhof verhandelten.
Rokuhara bezeichnete dabei eine Gegend östlich des Flusses Kamo zwischen der damaligen 5. (gojō-ōji) und 7. Hauptstraße (shichijō-ōji) Heian-kyōs bzw. der heutigen Matsubara-Straße und Shichijō-Straße in Higashiyama-ku, Kyōto.
Das Rokuhara Tandai wurde nach dem Jōkyū-Krieg 1221 gegründet. Die zwei Leiter wurden Kitakata (北方) und Minamikata (南方) genannt. Der Kitakata war höherrangig als der Minamikata. Wie beim Shikken und Rensho, hatte der Hōjō-Klan ein Monopol auf beide Posten. Das Amt wurde nach dem Fall des Kamakura-Shōgunates 1333 aufgelöst.

## Liste der Rokuhara Tandai

### Kitakata
1. Hōjō Yoshitoki (im Amt 1221–1224)
2. Hōjō Tokiuji (im Amt 1224–1230)
3. Hōjō Shigetoki (im Amt 1230–1247)
4. Hōjō Nagatoki (im Amt 1247–1256)
5. Hōjō Tokimochi (im Amt 1256–1270)
6. Hōjō Yoshimune (im Amt 1271–1276)
7. Hōjō Tokimura (im Amt 1277–1287)
8. Hōjō Kanetoki (im Amt 1287–1293)
9. Hōjō Hisatoki (im Amt 1293–1297)
10. Hōjō Munekata (im Amt 1297–1300)
11. Hōjō Mototoki (im Amt 1301–1303)
12. Hōjō Tokinori (im Amt 1303–1307)
13. Hōjō Sadaaki  (im Amt 1311–1314)
14. Hōjō Tokiatsu (im Amt 1315–1320)
15. Hōjō Norisada (im Amt 1321–1330)
16. Hōjō Nakatoki (im Amt 1330–1333)

### Minamikata
1. Hōjō Tokifusa (im Amt 1221–1225)
2. Hōjō Tokimori (im Amt 1224–1242)
3. Hōjō Tokisuke (im Amt 1264–1272)
4. Hōjō Tokikuni (im Amt 1277–1284)
5. Hōjō Kanetoki (im Amt 1284–1287)
6. Hōjō Morifusa (im Amt 1288–1297)
7. Hōjō Munenobu (im Amt 1297–1302)
8. Hōjō Sadaaki  (im Amt 1302–1308)
9. Hōjō Sadafusa (im Amt 1308–1309)
10. Hōjō Tokiatsu (im Amt 1311–1315)
11. Hōjō Koresada (im Amt 1315–1324)
12. Hōjō Sadayuki (im Amt 1324–1330)
13. Hōjō Tokimasu (im Amt 1330–1333)

Siehe auch: Tandai, Chinzei Tandai